# Aloe purpurea
Aloe purpurea är en grästrädsväxtart som beskrevs av Jean-Baptiste de Lamarck. Aloe purpurea ingår i släktet Aloe och familjen grästrädsväxter.
Artens utbredningsområde är Mauritius. Inga underarter finns listade i Catalogue of Life.